# 胡默尔塔尔
胡默尔塔尔是德国巴伐利亚州的一个市镇。总面积18.41平方公里，总人口2391人，其中男性1160人，女性1231人（2011年12月31日），人口密度130人/平方公里。